# Haiyan
Haiyan (en chino, 海盐县; pinyin, Hǎiyán xiàn, ⓘ) es un condado bajo la administración directa de la ciudad-prefectura de Jiaxing. Se ubica en la provincia de Zhejiang, este de la República Popular China. Su área es de 584 km² y su población para 2010 superó los 400 mil habitantes.

## Administración
El condado de Haiyan se divide en 9 pueblos que se administran en 4 subdistritos y 5 poblados.

## Toponimia
El nombre de la ciudad se compone de los sino-caracteres 海 "mar" en referencia a sus playas y 盐 "sal" debido a los campos de ese mineral.